# Iglesia católica en Polonia
La Iglesia católica está presente en Polonia desde 966 y desde entonces siempre ha estado en el centro de los acontecimientos religiosos, culturales y políticos del país.
Es la novena nación en número de católicos después de Brasil, México, Filipinas, Estados Unidos, Italia, Francia, Colombia y España.

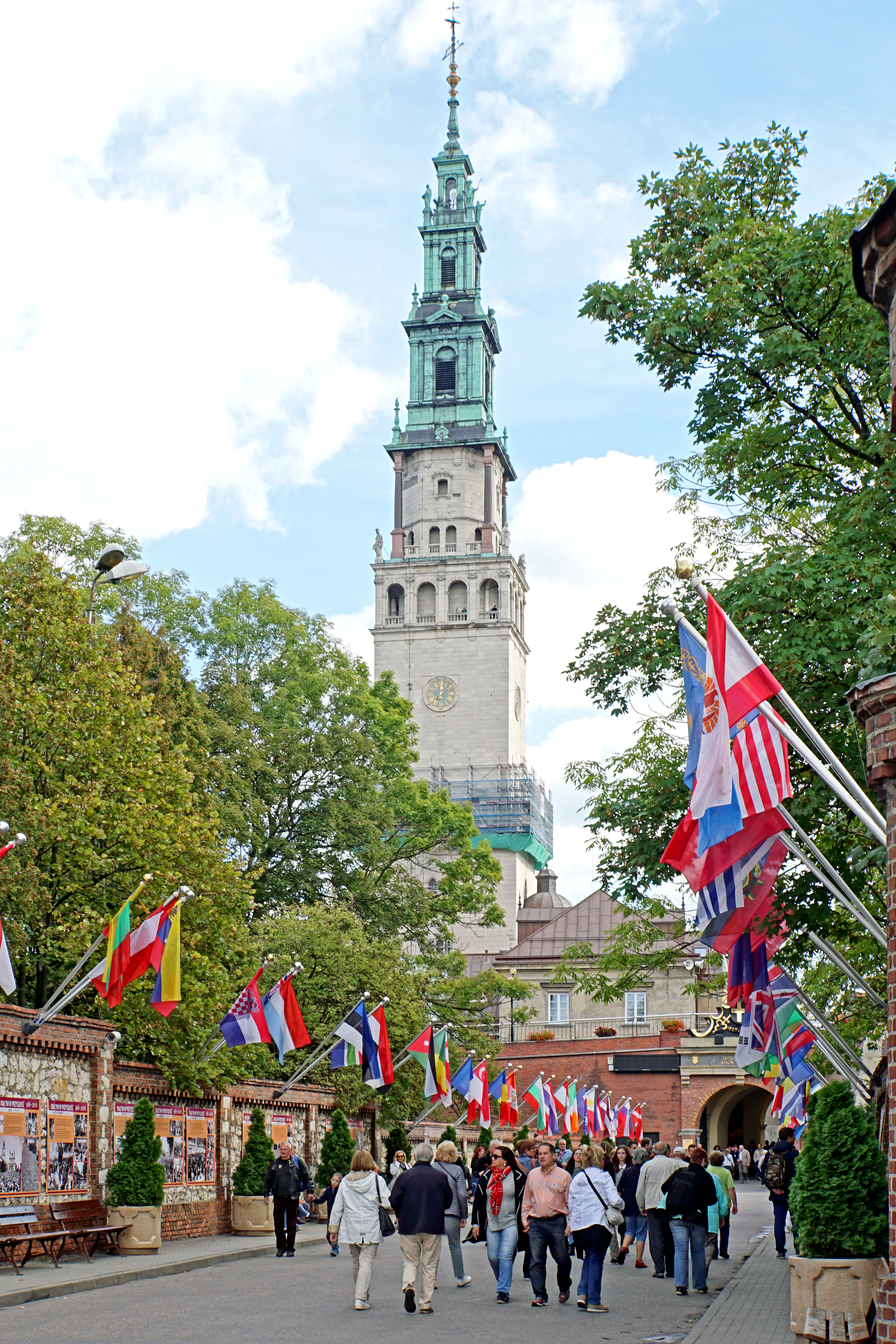
La basílica de Jasna Gora en Czestochowa, el lugar de peregrinación más importante de Polonia

## Historia
Durante siglos, Polonia ha sido una nación católica y muchos polacos consideran el catolicismo como parte de la identidad nacional polaca. 
El catolicismo también es un rasgo distintivo de los polacos de sus vecinos alemanes, que son predominantemente luteranos, y Bielorrusia, que es una mayoría ortodoxa. 
Durante las ocupaciones extranjeras que sufrió Polonia, la Iglesia católica siguió siendo el punto de referencia para muchos polacos que lucharon por la independencia nacional. 
Por ejemplo, el santuario de Częstochowa, que resistió heroicamente el asedio de los suecos en el siglo XVII , se convirtió en el símbolo de la resistencia nacional a la ocupación. El establecimiento de un régimen comunista bajo el control de la Unión Soviética después de la Segunda Guerra Mundial permitió a la Iglesia continuar desempeñando este papel. 
La elección al trono papal de Juan Pablo II el 16 de octubre de 1978 fortaleció la agregación de la resistencia anticomunista alrededor de la Iglesia, particularmente evidente durante las visitas del Papa a su tierra.
Como en ningún otro país de Europa, la Iglesia católica en Polonia está en el centro de la vida social: las parroquias son centros de encuentro y ofrecen valiosos servicios sociales, educativos y de asistencia sanitaria.
La sobria devoción polaca se compone de silencio y meditación y se hace visible con motivo de procesiones y romerías, entorpecidas en vano por el pasado régimen comunista.
Un episodio en la vida del Papa polaco puede atestiguar el apego de los polacos a las procesiones. Para disuadir una procesión mariana, la policía del régimen se apoderó de un cuadro de la Virgen que se llevaba en procesión todos los años y en respuesta los fieles hicieron la procesión portando el marco vacío.
Hoy en día, la Iglesia Católica estima que el 45,8% de los polacos asisten regularmente a la misa dominical, con alrededor del 30-40% en áreas urbanas y el 70-80% en áreas rurales. Esta cifra representa un ligero aumento con respecto a 2005, después de unos años de ligero descenso. 
Según estas estadísticas, Tarnów es la ciudad más devota y Łódź la menos devota. Generalmente, las regiones del sur y el este son más devotas que las del norte y el oeste.

## Organización eclesiástica
En Polonia hay: 14 archidiócesis metropolitanas con 27 diócesis sufragáneas de rito latino, 1 archieparquía metropolitana de rito bizantino con 2 eparquías sufragáneas pertenecientes a la Iglesia greco-católica ucraniana.
1 ordinariato militar, 1 ordinariato para los fieles de rito oriental .

## Provincias eclesiásticas de la Iglesia Latina

Mapa de las diócesis católicas de rito latino y las provincias eclesiásticas de Polonia.

Los nombres de las diócesis en latín se indican en cursiva:
- Arquidiócesis de Białystok, Bialostocensis (1)
  - Diócesis de Drohiczyn, Drohiczinensis (2)
  - Diócesis de Łomża, Lomzensis (3)
- Arquidiócesis de Cracovia, Cracoviensis (4)
  - Diócesis de Bielsko-Żywiec, Bielscensis-Zyviecensis (5)
  - Diócesis de Kielce, Kielcensis (6)
  - Diócesis de Tarnów, Tarnoviensis (7)
- Arquidiócesis de Częstochowa, Czestochoviensis (8)
  - Diócesis de Radom, Radomensis (9)
  - Diócesis de Sosnowiec, Sosnoviensis (10)
- Arquidiócesis de Gdansk, Gedanensis (11)
  - Diócesis de Pelplin, Pelplinensis (12)
  - Diócesis de Toruń, Thoruniensis (13)
- Arquidiócesis de Gniezno, Gnesnensis (14)
  - Diócesis de Bydgoszcz, Bydgostiensis (15)
  - Diócesis de Włocławek, Vladislaviensis (16)
- Arquidiócesis de Katowice, Katovicensis (17)
  - Diócesis de Gliwice, Glivicensis (18)
  - Diócesis de Opole, Opoliensis (19)
- Arquidiócesis de Łódź, Lodziensis (20)
  - Diócesis de Łowicz, Lovicensis (21)
- Arquidiócesis de Lublin, Lublinensis (22)
  - Diócesis de Sandomierz, Sandomiriensis (23)
  - Diócesis de Siedlce, Siedlecensis (24)
- Arquidiócesis de Poznań, Posnaniensis (25)
  - Diócesis de Kalisz, Calissiensis (26)
- Arquidiócesis de Przemyśl, Premisliensis (27)
  - Diócesis de Rzeszów, Rzeszoviensis (28)
  - Diócesis de Zamość-Lubaczów, Zamosciensis-Lubaczoviensis (29)
- Arquidiócesis de Szczecin-Kamień, Sedinensis-Caminensis (30)
  - Diócesis de Koszalin-Kołobrzeg, Coslinensis-Colubreganus (31)
  - Diócesis de Zielona Góra-Gorzów, Viridimontanensis-Gorzoviensis (32)
- Arquidiócesis de Varmia, Varmiensis (33)
  - Diócesis de Elbląg, Elbingensis (34)
  - Diócesis de Ełk, Liccanensis (35)
- Arquidiócesis de Varsovia, Varsaviensis (36)
  - Diócesis de Płock, Plocensis (37)
  - Diócesis de Varsovia-Praga, Varsaviensis-Pragensis (38)
- Arquidiócesis de Wroclaw, Vratislaviensis (39)
  - Diócesis de Legnica, Legnicensis (40)
  - Diócesis de Świdnica, Suidniciensis (41)

Ordinariato militar en Polonia

## Ritos orientales
Iglesia greco-católica ucraniana (rito bizantino ucraniano): archieparquía de Przemyśl-Varsovia con eparquías sufragáneas de Wroclaw-Koszalin y Olsztyn-Danzig .
Iglesia católica de rito bizantino-eslavo en Polonia: desde 2007 los fieles de la Iglesia católica de rito bizantino-eslavo (Iglesia neouniata) en Polonia están confiados al cuidado pastoral del obispo latino de Siedlce .
Para otros católicos de rito oriental, existe un Ordinariato de Polonia.

## Galería de las iglesias en Polonia

iglesias en Polonia
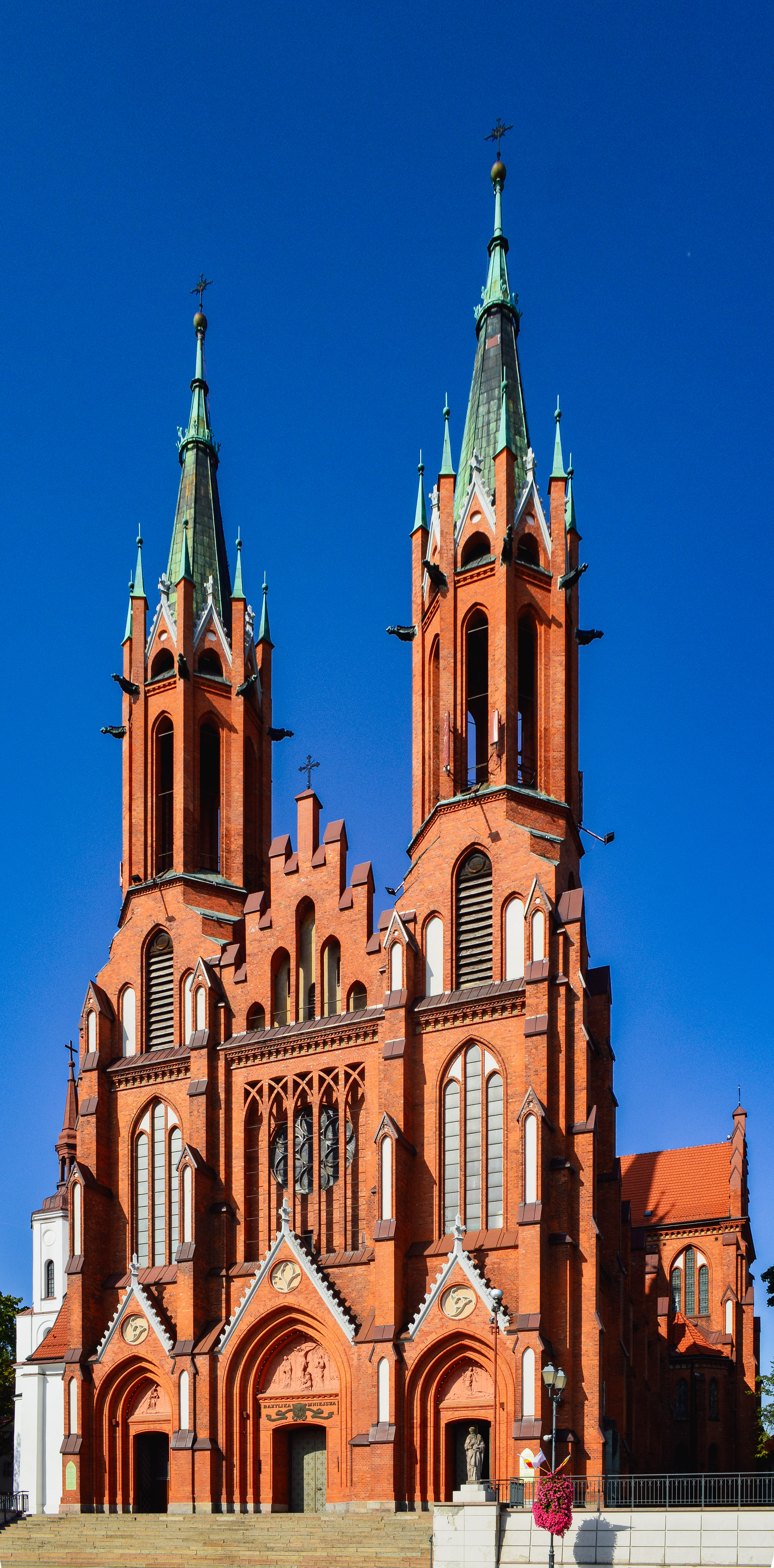
Białystok: Catedral de la Asunción de la Santísima Virgen
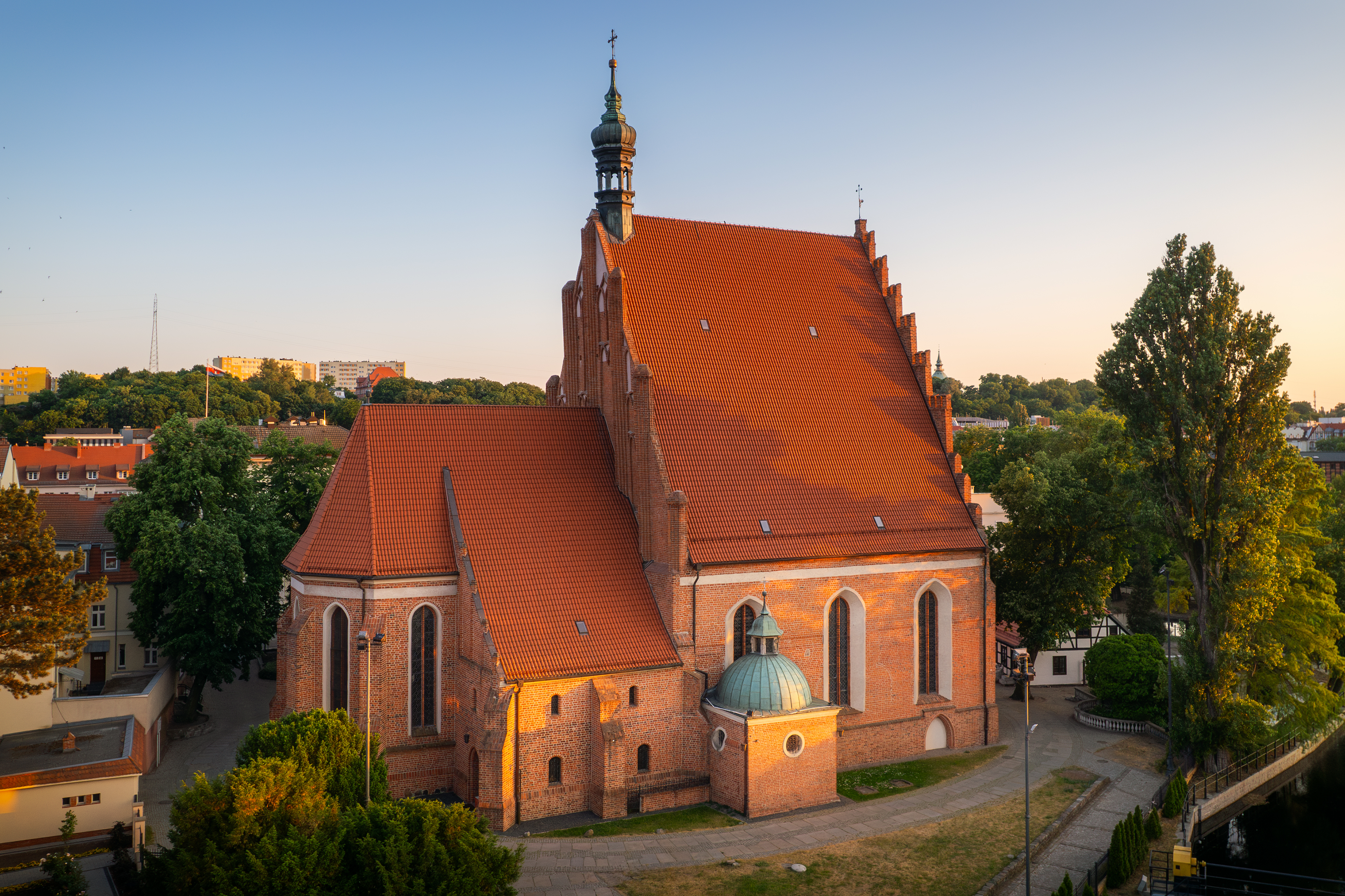
Bydgoszcz: Catedral de San Martín y San Nicolás
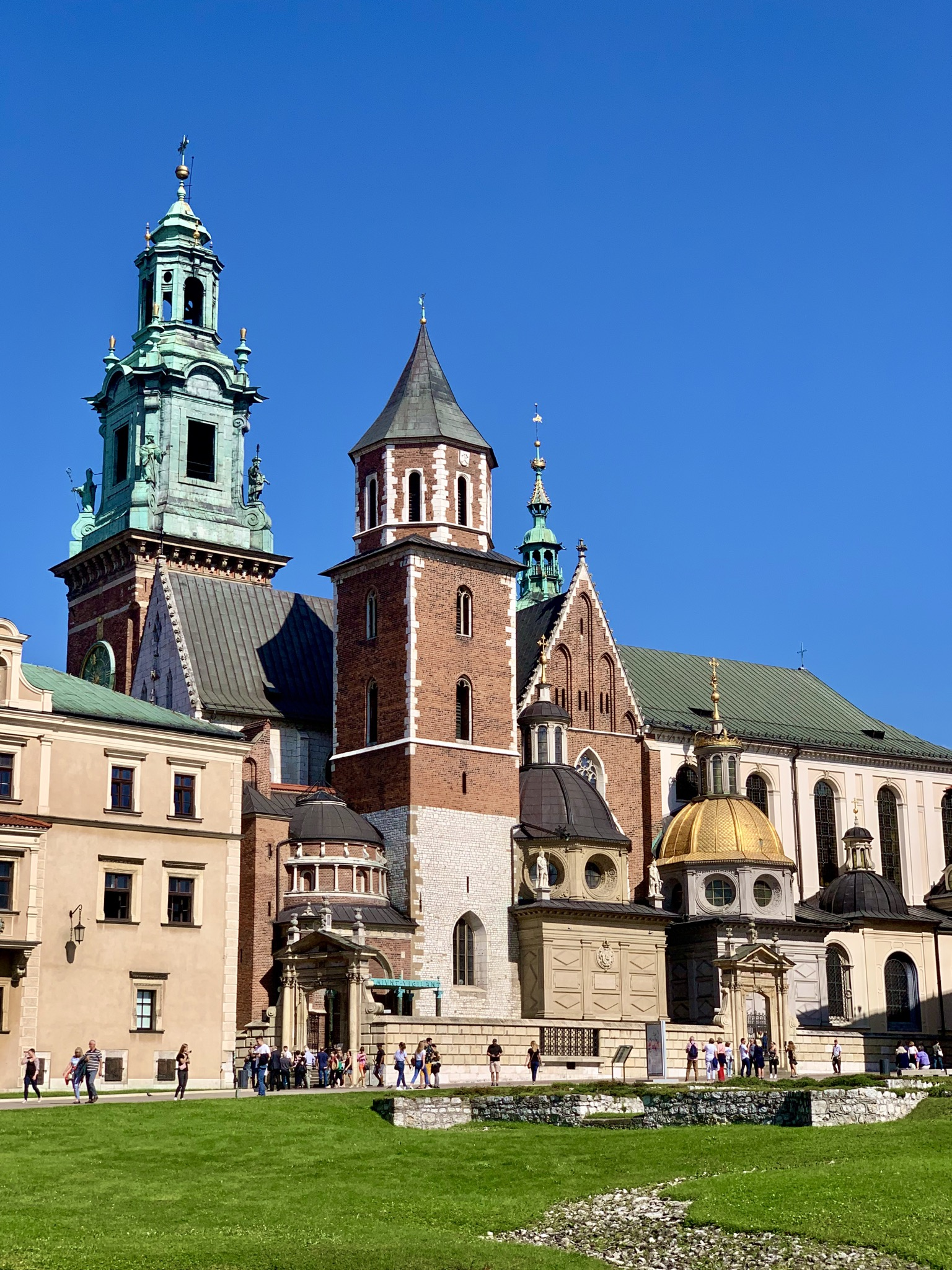
Cracovia: Catedral Basílica de San Stanislaus y San Wenceslao
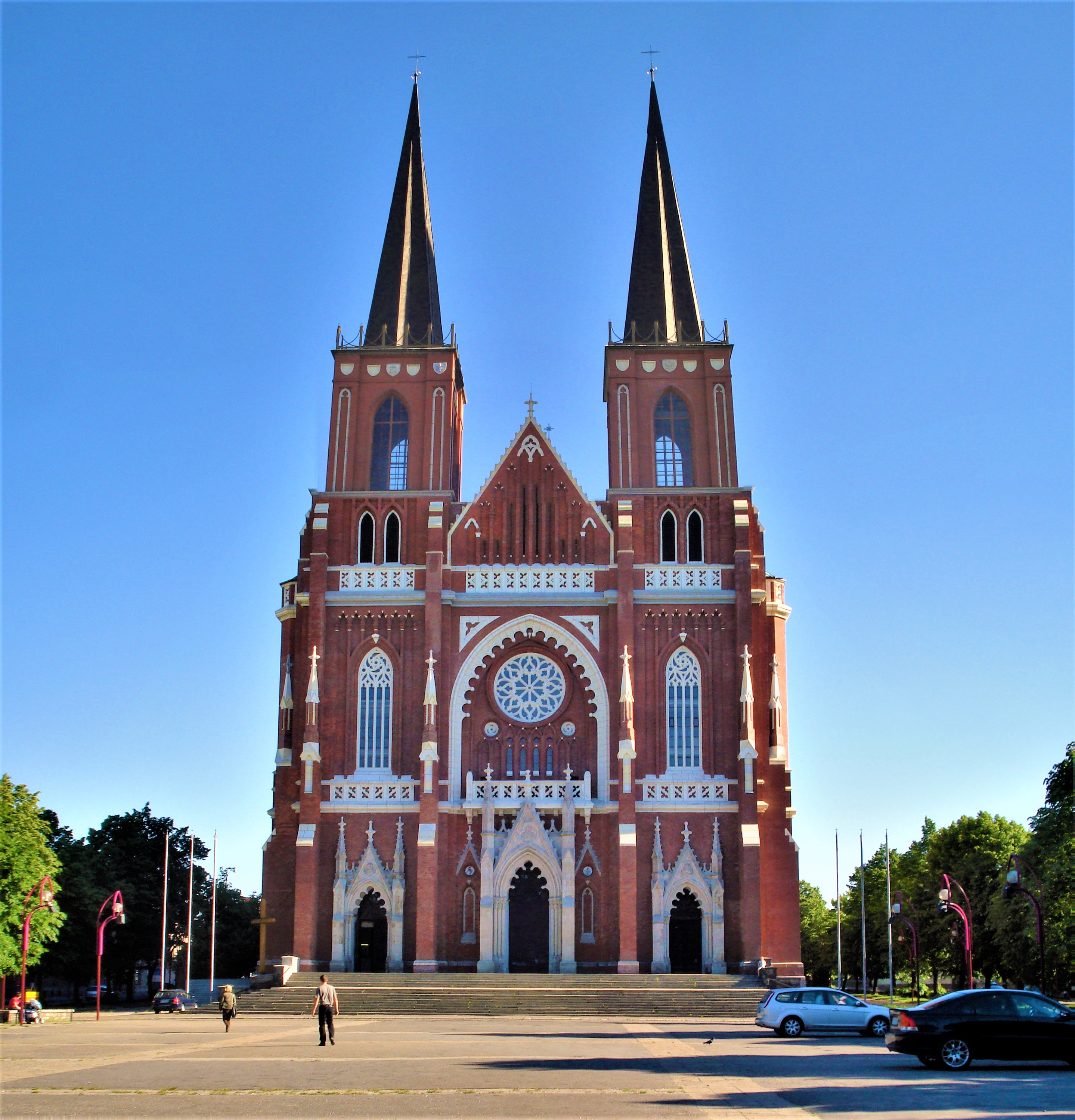
Częstochowa: Catedral Basílica de la Sagrada Familia
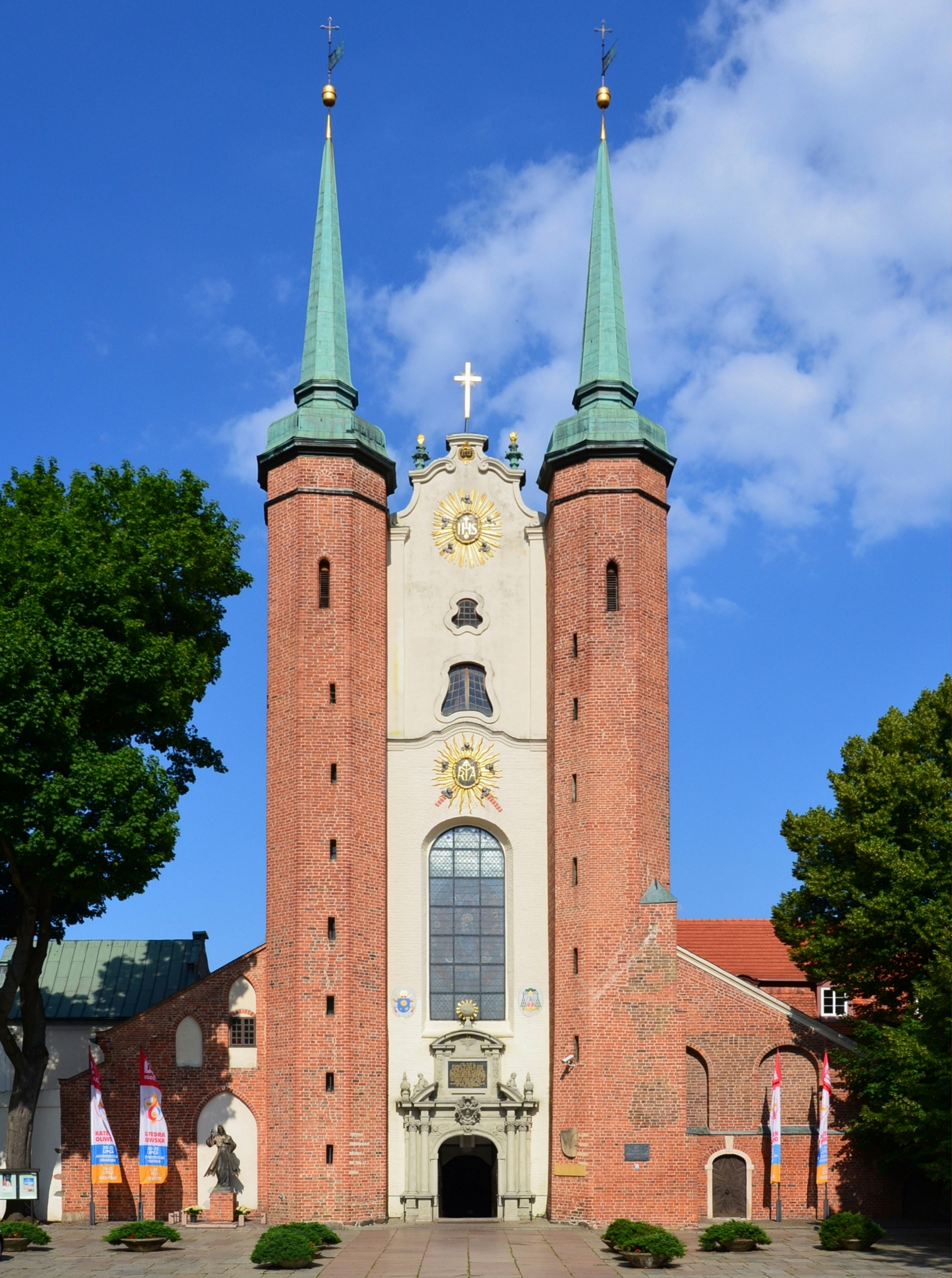
Gdańsk: Basílica Catedral de la Asunción de la Santísima Virgen María
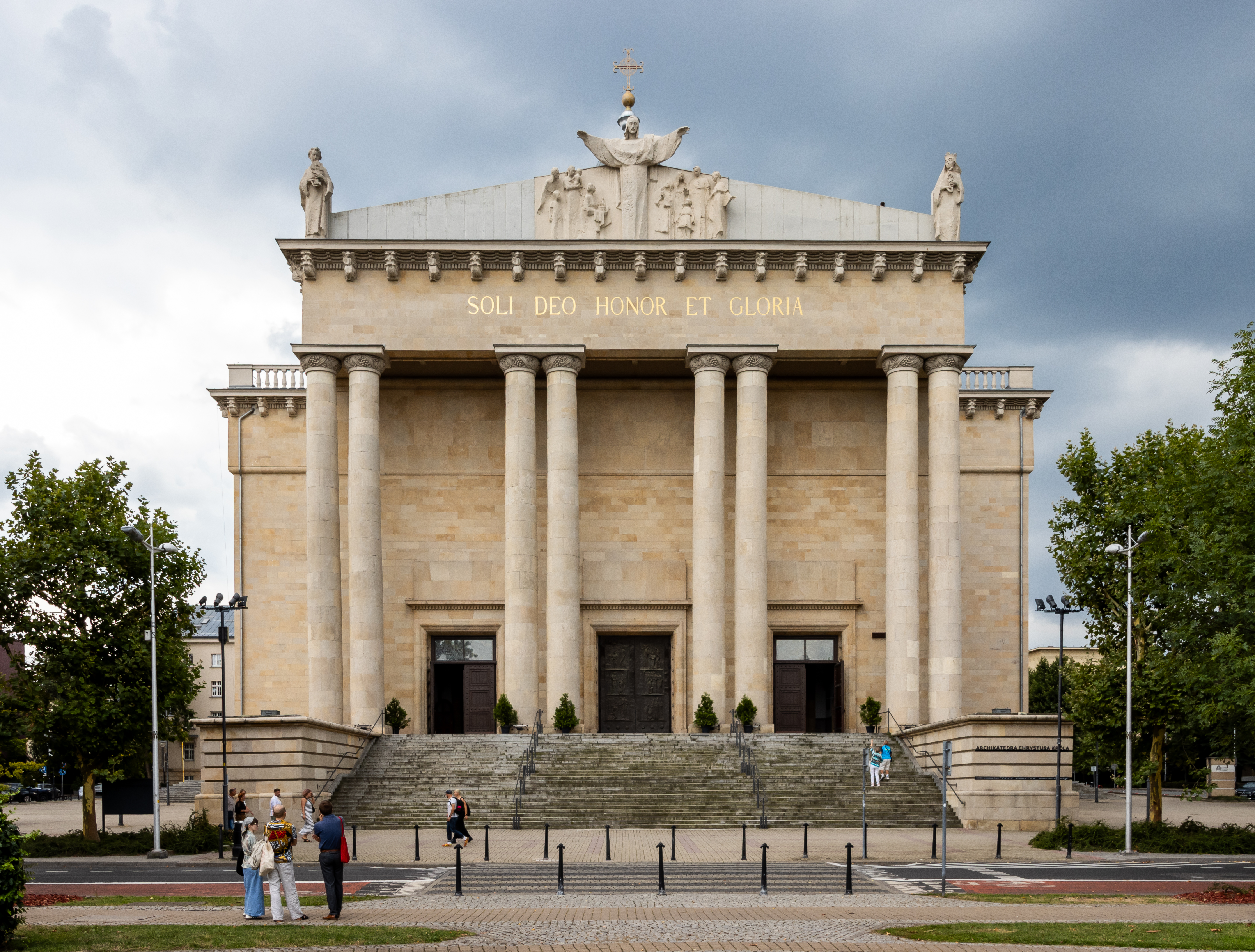
Katowice: Catedral de Cristo Rey